# 柯蒂斯·韩福瑞
柯蒂斯·賈德森·韩福瑞（1898年2月17日—1986年11月22日），美国物理学家，出生于美国俄亥俄州阿萊恩斯。1940年代在美国海军的放射线检测部门任职。1953年发现了氢原子光谱的韓福瑞系。

## 参阅
- 巴耳末系
- 里德伯公式
- 玻尔模型